# 하이디 레인지
하이디 레인지(Heidi Range, 1983년 5월 23일 ~ )는 잉글랜드의 가수로, 슈가베이비스의 일원이다. 아토믹 키튼으로도 활동하였다.